# Shangqiu
Shangqiu, även kallad Shangkiu på den gamla postkartan, är en stad på prefekturnivå i Henan-provinsen i centrala Kina. Den ligger omkring 190 kilometer öster  om provinshuvudstaden Zhengzhou.

## Historia
Området kring Shangqiu var kärnområde för Shang-kungar innan Shangdynastin bildades.
Under Vår- och höstperioden (770-476 f.Kr. var Shangqiu huvudstad i staten Song, och kallades då Songstaden. Songstaden hittades 1996 i sydvästra delen av dagens Shangqiu.

## Administrativ indelning
Shangqiu är indelat i två stadsdistrikt, en stad på häradsnivå och sex härad:
- Stadsdistriktet Liangyuan (梁园区), 673 km², 787 931 invånare;
- Stadsdistriktet Suiyang (睢阳区), 913 km², 748 356 invånare;
- Staden Yongcheng (永城市), 2 068 km², 1 240 296 invånare;
- Häradet Yucheng (虞城县), 1 558 km², 954 720 invånare;
- Häradet Minquan (民权县), 1 222 km², 703 379 invånare;
- Häradet Ningling (宁陵县), 786 km², 523 367 invånare;
- Häradet Sui (睢县), 920 km², 711 088 invånare;
- Häradet Xiayi (夏邑县), 1 470 km², 915 228 invånare;
- Häradet Zhecheng (柘城县), 1 048 km², 778 107 invånare.

De båda stadsdistrikten Liangyuan och Suiyang bildades 1997 ur områdena till de samtidigt upplösta staden på häradsnivå Shangqiu (Shangqiu Shi) och häradet med samma namn (Shangqiu Xian).

## Klimat
Genomsnittlig årsnederbörd är 888 millimeter. Den regnigaste månaden är juli, med i genomsnitt 196 mm nederbörd, och den torraste är januari, med 7 mm nederbörd.